# HD 18894
HD 18894，又名BD-07 537，SAO 130251、HR 913，是一颗恒星，视星等为6.19，位于銀經185.31，銀緯-52.74，其B1900.0坐标为赤經2h 57m 12.4s，赤緯-6° -52.74′ 6″。